# Alexander Gottlieb Baumgarten

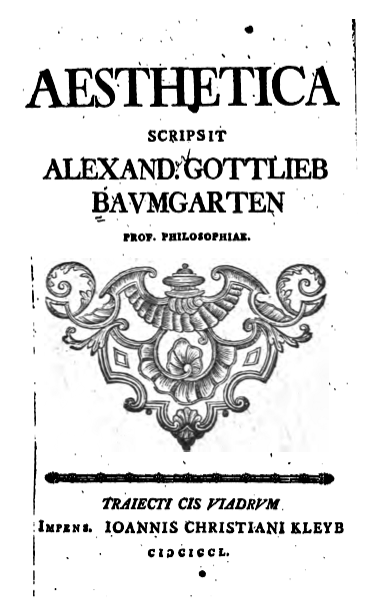
Aesthetica

Alexander Gottlieb Baumgarten (ur. 17 lipca 1714 w Berlinie, zm. w nocy z 26 maja na 27 maja 1762 we Frankfurcie nad Odrą) – filozof niemiecki ze szkoły Leibniza i Wolffa, twórca terminu estetyka, czasem uważany też za właściwego twórcę estetyki jako samodzielnej gałęzi filozofii, mimo że użył tego terminu w znaczeniu podtrzymanym przez Kanta, czyli na oznaczenie nauki o wiedzy uzyskiwanej za pomocą zmysłów.
Jako profesor w Halle i Frankfurcie nad Odrą wykładał filozofię Wolffa.

## Dzieła
- Dissertatio chorographica, Notiones superi et inferi, indeque adscensus et descensus, in chorographiis sacris occurentes, evolvens (1735)
- Meditationes philosophicae de nonnullis ad poema pertinentibus (1735) – §§ I-XI
- De ordine in audiendis philosophicis per triennium academicum quaedam praefatus acroases proximae aestati destinatas indicit Alexander Gottlieb Baumgarten (1738)
- Metaphysica (1739) (Faksimiles)
- Ethica philosophica (1740)
- Alexander Gottlieb Baumgarten eröffnet Einige Gedancken vom vernünfftigen Beyfall auf Academien, und ladet zu seiner Antritts-Rede [...] ein (1740)
- Serenissimo potentissimo principi Friderico, Regi Borussorum marchioni brandenburgico S. R. J. archicamerario et electori, caetera, clementissimo dominio felicia regni felicis auspicia, a d. III. Non. Quinct. 1740 (1740)
- Philosophische Briefe von Aletheophilus (1741)
- Scriptis, quae moderator conflictus academici disputavit, praefatus rationes acroasium suarum Viadrinarum reddit Alexander Gottlieb Baumgarten (1743)
- Aesthetica (1750–58)
- Initia Philosophiae Practicae. Primae Acroamatice (1760) (Faksimiles)
- Acroasis logica in Christianum L.B. de Wolff (1761)
- Ius naturae (postum 1763)
- Sciagraphia encyclopaedia philosophicae (hg. postum Johs. Christian Foerster 1769)
- Philosophia generalis (hg. postum Johs. Christian Foerster 1770)
- Alex. Gottl. Baumgartenii Praelectiones theologiae dogmaticae (hg. postum Salomon Semmler 1773)
- Metaphysica (übers. Georg Friedrich Meier 1776)
- Gedanken über die Reden Jesu nach dem Inhalt der evangelischen Geschichten (hg. postum F.G. Scheltz & A.B. Thiele; 1796–97)